# Ryann Torrero
Ryan Danielle Torrero Rojas, née le 1er septembre 1990 à Burbank aux États-Unis, connue sous le nom de Ryann Torrero, est une footballeuse internationale chilienne d'origine américaine qui joue comme gardienne de but pour Santiago Morning et l'équipe nationale féminine du Chili.

## Biographie

### Carrière
Au lycée, Ryann Torrero joue pour les Crusaders de la Village Christian School, où elle est capitaine de l'équipe senior, et est deux fois sélectionnée dans l'équipe de la Fédération interscolaire de Californie. Elle joue également pour l'équipe de jeunes du Real So Cal, avec laquelle elle remporte la San Diego Surf Cup, la Premier League de la Coast Soccer League et la Super Y League. À l'université, elle dispute deux matchs pour les Cowgirls du Wyoming en 2008. Elle a le statut redshirt médical pour la saison 2009, avant d'être transférée à l'Université Campbell, où elle joue pour les Lady Camels de 2010 à 2012. Elle fait 37 apparitions pour les Lady Camels et est incluse dans l'équipe académique de l'Atlantic Sun en 2010.
Ryann Torrero joue pour l'équipe nationale féminine du Chili, notamment lors d'un match amical contre la Colombie le 16 mai 2019. Elle est sélectionnée dans l'équipe du Chili pour la Coupe du monde féminine de 2019 en France, mais ne fait aucune apparition en match.
Ryann Torrero travaille également comme entraîneure adjoint bénévole de l'équipe féminine de football Waves de Pepperdine depuis 2017.

### Vie personnelle
Ryann Torrero est originaire de Burbank, en Californie. Son père né à Chicago est d'origine espagnole. Elle est éligible pour jouer pour le Chili par l'intermédiaire de sa mère, qui a émigré de Santiago dans sa jeunesse. En 2016, Ryann Torrero est victime d'un grave accident de la route sur la route américaine 101 près de Camarillo, ce qui met sa carrière en pause après avoir subi des blessures à la tête, au dos et à la hanche. Elle travaille également comme mannequin.